# Boston-Marathon 1917
| 21. Boston-Marathon    | 21. Boston-Marathon         |
| ---------------------- | --------------------------- |
| Stadt                  | Boston, Vereinigte Staaten  |
| Datum                  | 19. April 1917              |
| Distanz                | 37 – 38,5 Kilometer         |
| Sieger                 |                             |
| Männer                 | William Kennedy (2:28:37 h) |
| ← Boston-Marathon 1916 | Boston-Marathon 1918 →      |
| Website                | Offizielle Website          |

Der Boston-Marathon 1917 war die 21. Ausgabe der jährlich stattfindenden Laufveranstaltung in Boston, Vereinigte Staaten. Der Marathon fand am 19. April 1917 statt. Die Laufdistanz betrug zwischen 37 und 38,5 Kilometer.
Es gewann William Kennedy in 2:28:37 h.

## Ergebnis
| Platz | Athlet             | Land                    | Zeit (h) |
| ----- | ------------------ | ----------------------- | -------- |
| 01    | William Kennedy    | Vereinigte Staaten      | 2:28:37  |
| 02    | Sidney Hatch       | Vereinigte Staaten      | 2:30:19  |
| 03    | Clarence DeMar     | Vereinigte Staaten      | 2:31:05  |
| 04    | Hannes Kolehmainen | Großfürstentum Finnland | 2:31:58  |
| 05    | Charles Mellor     | Vereinigte Staaten      | 2:36:20  |
| 06    | Hans Schuster      | Schweden                | 2:37:28  |
| 07    | Carl Linder        | Vereinigte Staaten      | 2:38:38  |
| 08    | Mike Lynch         | Vereinigte Staaten      | 2:40:06  |
| 09    | Prescot Dean       | Vereinigte Staaten      | 2:44:28  |
| 10    | Leroy David        | Vereinigte Staaten      | 2:44:28  |